# Look into My Eyes
Look into My Eyes è un singolo del gruppo statunitense midwest rap dei Bone Thugs-n-Harmony, pubblicato nel 1997 come primo estratto dall'album "The Art of War". È stato prodotto da DJ U-Neek.

## Informazioni
La canzone è un altro brano di successo del gruppo: ha raggiunto la posizione n.4 nella Billboard Hot 100, la n.4 nella Hot R&B/Hip-Hop Songs e la n.2 nella Hot Rap Tracks.
Fa inoltre parte della colonna sonora del film "Batman & Robin".
Un remix del singolo, dal titolo "Look into My Eyes (Atlantis Remix)", è contenuto nell'album del gruppo "The Collection: Volume Two".

## Testo
"Look into My Eyes" è essenzialmente un dissing rivolto ad artisti come Twista, Do or Die, Crucial Conflict e probabilmente anche Three 6 Mafia, i quali, secondo il gruppo, si autoproclamano alla loro stessa maniera e copiano il loro stile musicale. Ciò è spiegato ad esempio nei versi:
(Krayzie Bone)
(Layzie Bone)
(Wish Bone)

## Posizioni in classifica
| Chart (1997)                          | Posizione massima |
| ------------------------------------- | ----------------- |
| Billboard Hot 100 (USA)               | 4                 |
| Billboard Hot R&B/Hip-Hop Songs (USA) | 4                 |
| Billboard Hot Rap Tracks (USA)        | 2                 |